# Saint-Denis-sur-Richelieu
Ne doit pas être confondu avec Saint-Denis-de-Brompton ou Saint-Denis.
Saint-Denis-sur-Richelieu est une municipalité du Québec, située dans la municipalité régionale de comté de La Vallée-du-Richelieu et dans la région administrative de la Montérégie.

## Histoire
En 1694, Louis XIV concéda un espace territorial sur la rive est de la rivière Richelieu à Louis de Gannes de Falaise. Il nomma sa seigneurie, la seigneurie de Saint-Denis, d'après le nom de sa femme, Barbe Denys.
Le village a été colonisé vers 1740. Une grande église de pierre, toujours présente de nos jours, a été complétée en 1796.

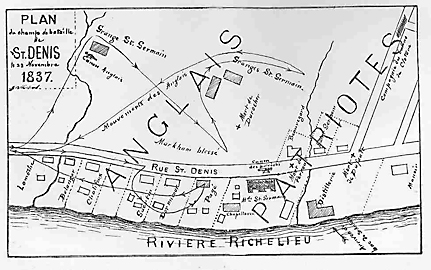
Plan de la bataille du 23 novembre 1837

Le 23 novembre 1837, Saint-Denis-sur-Richelieu fut le lieu du meurtre du lieutenant George Weir par les Patriotes. Par la suite, les Patriotes, qui s'appelaient eux-mêmes les Fils de la Liberté (d'après un modèle américain) gagnèrent ici une bataille contre l'armée britannique qui marqua le commencement officiel de la Rébellion des Patriotes.
Aujourd'hui, Saint-Denis-sur-Richelieu a un musée appelé la Maison nationale des Patriotes, un centre d'interprétation qui présente l'histoire du mouvement Patriote qui fut dirigé par le plus illustre des résidents du village : Wolfred Nelson.

## Géographie
La rivière Richelieu délimite l'ouest de la municipalité en coulant vers le nord-est.
La rivière Amyot la traverse du nord-est vers les sud-ouest.

## Démographie
| 1991  | 1996  | 2001  | 2006  | 2011  | 2016  | 2021  |
| ----- | ----- | ----- | ----- | ----- | ----- | ----- |
| 1 153 | 1 147 | 2 183 | 2 243 | 2 285 | 2 308 | 2 339 |

## Administration
Les élections municipales se font en bloc pour le maire et les six conseillers.
| Saint-Denis-sur-Richelieu Maires depuis 2001                                                                         |                    |                     |          |
| Élection | Maire              | Qualité             | Résultat |
| 2001 | Yves Laganière     |                     | Voir     |
| 2005 | Jacques Villemaire | Démissionne en 2015 | Voir     |
| 2009 | Jacques Villemaire | Démissionne en 2015 | Voir     |
| 2013 | Jacques Villemaire | Démissionne en 2015 | Voir     |
| 2015 | Ginette Thibault   |                     | Voir     |
| 2017 | Ginette Thibault   | Voir                |          |
| 2021 | Jean-Marc Bousquet |                     | Voir     |
| Élection partielle en italique Depuis 2005, les élections sont simultanées dans toutes les municipalités québécoises |                    |                     |          |

## Patrimoine
La municipalité comporte de nombreux lieux présentant un intérêt patrimonial. Entre 2012 et 2015, la MRC a réalisé un inventaire.
L'église de la municipalité ainsi que la cloche Marguerite-Michel, qui se trouve dans le clocher de droite, sont toutes deux inscrites au répertoire du patrimoine culturel du Québec. La cloche Marguerite-Michel, la seule classée au Québec, a été restaurée et remise en service en 2018. Cette dernière a sonné l'alarme lors de la bataille de Saint-Denis.
- La Maison François-Cherrier, construite entre 1808 et 1811, épargnée des flammes lors de l'incendie du village commandé par les forces britanniques durant les événements de 1837-1838[8] ;
- La Maison Jean-Baptiste-Mâsse, construite en 1809, agrandie en 1814, abri des Patriotes le 23 novembre 1837[9].

Parmi les autres lieux inventoriés pour leur valeur patrimoniale, relevons:
- La glacière (vers 1800)[10], le magasin Vézina (entre 1840 et 1850)[11], le magasin Magloire (vers 1875)[12], la grange Magloire-Gaudette (vers 1919)[13] ainsi que la meunerie Adréus-Bonnier (vers 1940)[14] ;
- Le Monument aux Patriotes, érigé vers 1913[15] ;
- Sur le chemin des Patriotes, la maison des demoiselles Dormicour[16], la maison Huard[17], la maison Louis-Pagé[18] ainsi que les résidences situées aux numéros 149[19], 580[20], 957[21] et 1111[22] ;
- Sur l'avenue de Yamaska, les résidences situées aux numéros 132[23] et 149[24] ;
- Sur le rang Amyot est, la résidence située au numéro 11[25] ;
- Sur le 4e rang des Grands-Bois ouest, la résidence située au numéro 206[26].

## Tourisme
- La route des vins s'arrête à Saint-Denis au Clos St-Denis.

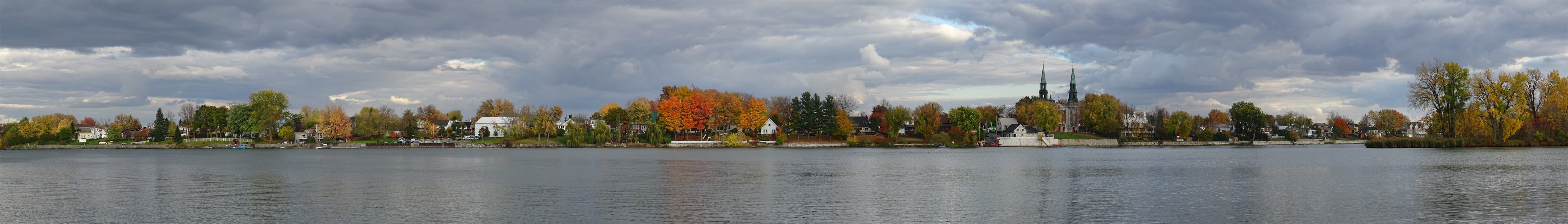
Saint-Denis-sur-Richelieu vue depuis Saint-Antoine-sur-Richelieu sur l'autre berge de la rivière

St-Denis-sur-Richelieu est aussi membre de l'Association des Plus Beaux Villages du Québec.

## Culture

### Festival
La fête du Vieux Marché. Cette fête attire chaque année environ 30 000 personnes[réf. nécessaire] et se présente sous la forme d'un marché d'antan.

### Gastronomie
- Deux restaurants sont présents sur la commune.

## Jumelage
- Chastre (Belgique)

La ville jumelle à vocation agricole est située dans le sud du Brabant Wallon. Elle est en fait une entité de sept villages (Chastre, Blanmont, Villeroux, St Gery, Gentinnes, Noirmont et Cortil). En tout, 5.650 habitants et 3.132 hectares. Des échanges scolaires, des intervilles, des visites renforcent périodiquement les relations entre les deux communes.

## Personnalités liées à la municipalité
- Paul-Léon Dubé (1892-1969), homme politique, né à Saint-Denis-sur-Richelieu.